# USS Coronado (LCS-4)
USS Coronado (LCS-4) —  другий корабль типу «Індепенденс» і четвертий класу Бойових кораблів прибережної зони (LCS-1), який знаходиться в складі ВМС США. Він є третім кораблем ВМС США, який отримав назву на честь міста Коронадо, штат Каліфорнія .  
В лютому 2020 року ВМС США офіційно оголосили, що хочуть списати перші чотири кораблі прибережної зони (Littoral Combat Ship, LCS) класів Freedom та Independence. Про плани списання USS Freedom (LCS-1), USS Independence (LCS-2), USS Fort Worth (LCS-3) та USS Coronado (LCS-4) стало відомо з брифінгів Пентагону стосовно бюджетного запиту міноборони США на 2021 рік. Рішення про списання кораблів повинно бути затверджено Конгресом.  

## Будівництво
USS «Coronado» (LCS-4) було побудовано на корабельні компанії Austal USA в Мобіл, штат Алабама, відповідно до контракту від 1 травня 2009 року. Закладено 17 грудня 2009 року. Спущений на воду 14 січня 2012 року. В цей же день відбулася церемонія хрещення. Хрещеною матір'ю стала Сьюзан Кейт, дочка Eleanor Ring, яка була хрещеною матір'ю USS «Coronado» (AGF-11) в 1966 році. Переданий замовнику - ВМС США - 27 сентября 2013 року. 27 січня 2014 року залишив корабельню Austal USA в Мобіл, штат Алабама, і вирушив до Коронадо, штат Каліфорнія, де 5 квітня 2014 року був введений в експлуатацію. Портом приписки є військово-морська база Сан-Дієго.

## Бойова служба

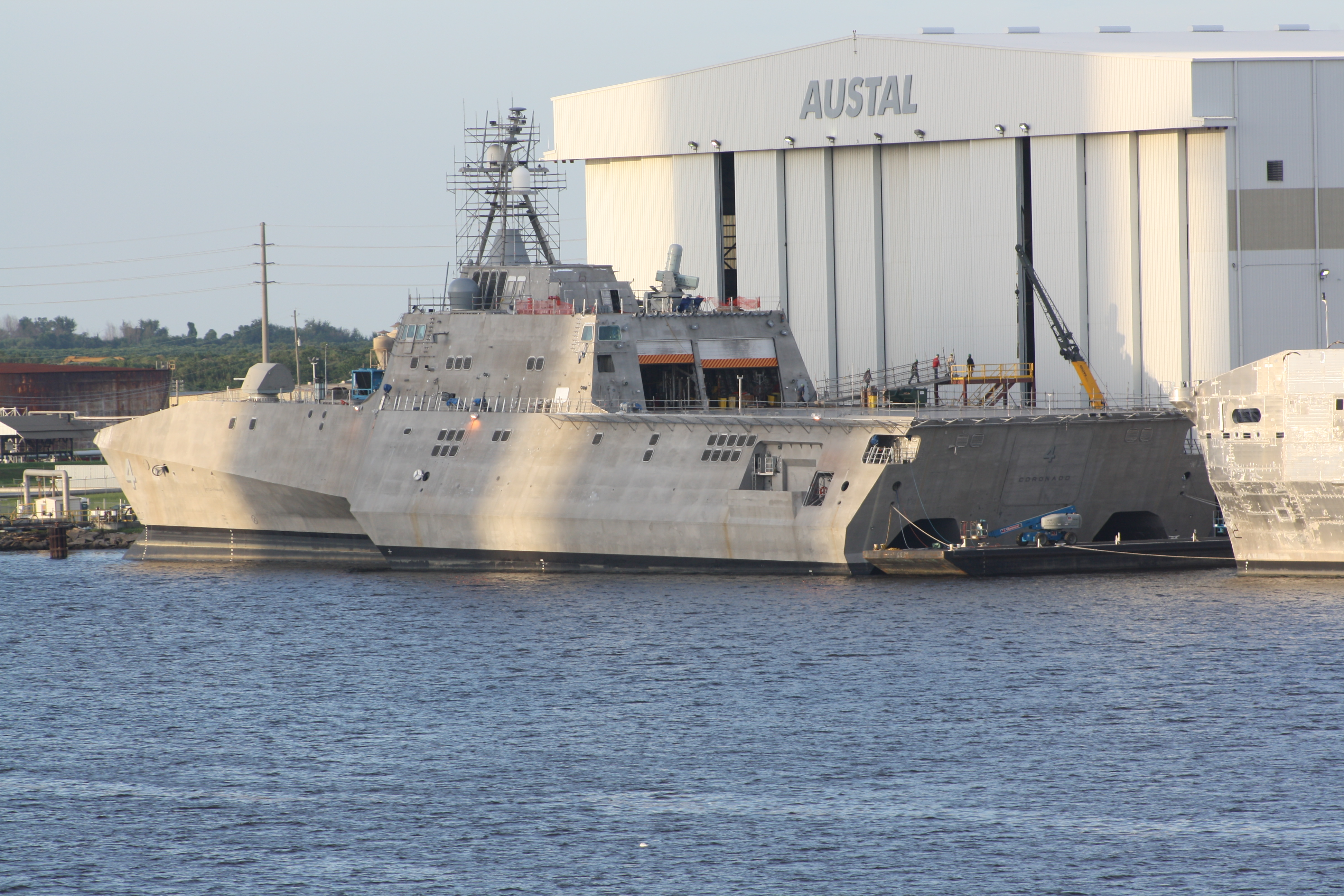
USS Coronado проходить остаточну модернізацію в Мобіл, Алабама.

30 квітня 2014 року було завершено перші структурні вогневі випробування (Structural Test Firing - STF). В середині серпня були проведені навчання, присвячені швидкому розгортанню сухопутних підрозділів морської піхоти США. 24 вересня пусковою установкою, яка розташована на палубі корабля, була успішно випущена норвезька ракета Naval Strike Missile. 16 жовтня були проведені випробування з управління безпілотного вертольота MQ-8B Fire Scout.
З 5 по 12 жовтня 2015 року взяв участь в 35-му щорічному «Тижні флоту» в Сан-Франциско.
22 червня 2016 року залишив Сан-Дієго для запланованого незалежного розгортання в західній частині Тихого океану. Перед початком розгортання взяв участь в міжнародному навчанні "RIMPAC 2016", під час якого 19 липня здійснив запуск ракети Harpoon Block 1C. 1 серпня прибув в Перл-Харбор, який покинув 26 серпня для продовження розгортання. 30 серпня під час транзитного переходу в західну частину Тихого океану корабель вийшов з ладу. Корабель своїм ходом повернувся в Перл-Харбор, щоб визначити масштаб поломки і проведення ремонтних робіт. Його супроводжував корабель постачання паливом USNS «Henry J. Kaiser» (T-AO 187) допоміжного флоту ВМС США. 29 вересня покинув Перл-Харбор, після завершення ремонту, і попрямував до Сінгапуру, продовживши своє 16-місячне розгортання в Індо-Азіатсько-Тихоокеанському регіоні в зоні відповідальності 7-го флоту США.
31 січня 2017 року залишив Сінгапур для проходження звичайної підготовки після завершення двомісячного ремонту. 3 лютого повернувся в Сінгапур і пришвартувався біля причалу 2 терміналу Sembawang. 16 лютого прибув з чотириденним запланованим візитом в порт Муару, Бруней. 25 лютого повернувся в Сінгапур. 16 квітня повернувся в порт приписки, завершивши своє перше розгортання. 18 травня покинув Сінгапур. 29 травня прибув до Таїланду. 11 червня прибув з чотириденним візитом до Міжнародного порт Камрань, В'єтнам. 19 червня прибув із запланованим візитом в порт Себу, Республіка Філіппіни. 14 вересня прибув з дводенним візитом до Джакарти, Індонезія. 4 листопада покинув Сінгапур, після завершення 14-місячного розгортання в Південно-Східній Азії на ротаційній основі. 21 листопада покинув зону відповідальності 7-го флоту США, слідуючи в порт приписки Сан-Дієго. 5 грудня повернувся в порт приписки Сан-Дієго.
15 червня 2018 року розпочав випробуваньня безпілотного вертольота військово-морського флоту MQ-8C Fire Scout біля узбережжя Сан-Дієго.

13 травня 2021 року разом з кораблями з Канади та Мексики  провів комбіновані операції біля узбережжя Південної Каліфорнії, для посилення партнерства та взаємодії між морськими службами країн.

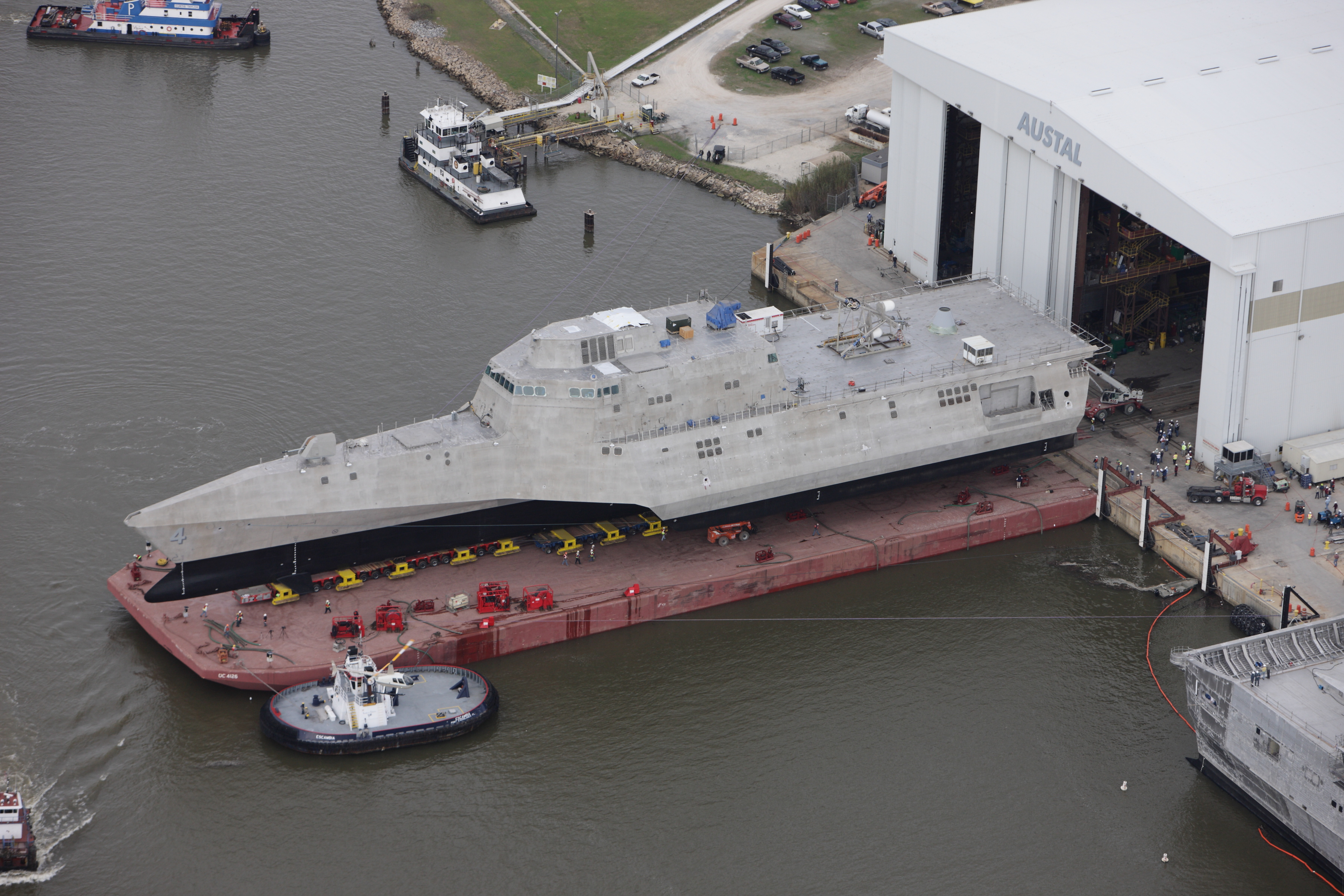
виведення USS Coronado

## Пандемія COVID-19 2020 року
17 березня 2020 року Тихоокеанський флот США повідомив, що того дня член екіпажу Коронадо отримав позитивний результат тесту на COVID-19.  На той час Коронадо був у своєму порту в Сан-Дієго, штат Каліфорнія, моряк був самоізольований вдома.  

## Зовнішні посилання
- Офіційна сторінка [Архівовано 15 серпня 2020 у Wayback Machine.]
- Photo gallery